# El colibrí (película de 2022)
El colibrí (en italiano: Il colibrì) es una película de drama de 2022 dirigida por Francesca Archibugi. El guion es una adaptación de la novela homónima de 2019 de Sandro Veronesi. 
Se estrenó en el Festival de Cine de Roma el 13 de octubre de 2022  y fue llevada al teatro en Italia al día siguiente.

## Trama
En una continua alternancia de pasado y presente, la película traza la vida de Marco Carrera, conocido como "el colibrí", por su pequeño y delicado físico en su infancia. Marco proviene de una familia de clase media-alta: sus padres, una madre arquitecta y un padre ingeniero, están unidos por una relación de continuos altibajos, enzarzados en eternas disputas y dependencia mutua.
El chico siempre ha estado enamorado de Luisa, una chica italo-francesa, con la que tiene su primera historia de amor. Su querido amigo es Duccio, con quien decide marcharse en secreto a Liubliana, en busca de fortuna. Sin embargo, tan pronto como subieron al avión, Duccio fue presa de un ataque de pánico incontrolable, convencido de que el avión estaba destinado a estrellarse: por lo tanto, los dos fueron desembarcados antes del despegue. Poco después de la salida, debido a una avería, el avión se estrelló: lo de Duccio resultó ser una verdadera premonición. El suceso refuerza la "fama" de Duccio como rechazador, al tiempo que lleva a Marco a un sentimiento de gratitud como un "milagro".
Poco después, con un espíritu rebelde e intolerante, Irene, la hermana mayor de Marco, se suicidó a los 24 años, arrojándose al mar. El luto y el resentimiento hacia su hermano menor Giacomo que, presente, no pudo evitar el gesto extremo, provocaron una ruptura entre los hermanos. Los dos se encontrarán solo años después, en el funeral de su madre, y junto a su padre moribundo, sin poder volver a acercarse. Mientras tanto, Marco se convirtió en un estimado especialista y médico académico.
Diez años después del accidente aéreo, una entrevista televisiva muestra a Marina, una azafata que se suponía que estaba de servicio en el avión, pero había pedido un reemplazo para ayudar a su hermana moribunda; considerando la salvación de Marina como una especie de afinidad prodigiosa, Marco logra contactar a la chica e iniciar una relación que se corona en matrimonio. Sin embargo, Marina demostrará sufrir fuertes trastornos psicológicos, hasta el punto de que su psicoterapeuta, contraviniendo las reglas de la ética, revelará a Marco la gravedad del estado de su esposa, así como sus infidelidades habituales. Su pequeña, Adele, también se verá afectada por anomalías de comportamiento, convencida de la existencia de un hilo invisible que condiciona materialmente su vida. Marina y Marco se separarán y será este último quien tendrá que dedicarse de lleno a su hija.
Adele crece y encuentra el equilibrio y la alegría de vivir. Con poco más de veinte años, da la bienvenida con alegría a un embarazo nacido de una relación casual: nace una chica mestiza, llamada Miraijin, o persona del futuro. Unos meses más tarde, durante una escalada deportiva, su gran pasión, Adele tuvo un accidente mortal. Marco, desesperado, encuentra en su nieta la fuerza para seguir adelante.
La pasión por el juego, cultivada desde que era un niño, lleva a Marco a participar en partidas de póquer profesionales, lideradas por su amigo de toda la vida Luigi. Durante una noche de póquer, Marco se encuentra de nuevo con Duccio, que se ha convertido en un "paria profesional". Duccio aconseja a su amigo que se retire de esa reunión, revelando que Luigi le ha instruido que traiga mala suerte a su oponente para que Luigi gane una suma sustancial de dinero. Marco declara que no cree en la influencia negativa de Duccio y, a pesar de la advertencia, no se retira del juego. Incluso será él quien gane la suma de 840.000 euros a Luigi. Sin embargo, en el momento de recibir el cheque, Marco declara que está satisfecho con su vida ya económicamente cómoda, su trabajo y el papel de abuelo y tutor hacia su nieta, y, creyendo que el dinero obtenido inmerecidamente es una fuente de mala suerte posterior, renuncia a las ganancias.
A lo largo de su vida, el protagonista cultiva, como se ha mencionado, una relación platónica con Luisa, el primer amor nunca olvidado. Solo a una edad madura se entera de que Luisa había tenido un romance sentimental con Giacomo (el hermano menor de Marco) y también mantiene una especie de vínculo afectivo con él. Libre de un vínculo que nunca vivió realmente, Marco finalmente adquiere una nueva serenidad.
La historia termina cuando Marco, ya anciano, padece una enfermedad incurable; no queriendo obligar a Miraijin a renunciar a su vida para ayudarlo, ni sufrir el sufrimiento de la quimioterapia, y un declive inexorable, Marco decide recurrir a la eutanasia. Se va sereno, frente al mar de su villa familiar, recibido por todos los afectos de su vida.

## Reparto
- Pierfrancesco Favino : Marco Carrera
- Kasia Smutniak : Marina Molitor
- Bérénice Bejo : Luisa Lattes
- Laura Morante : Letizia Carrera
- Sergio Albelli : Probo Carrera
- Alessandro Tedeschi as Giacomo Carrera
- Benedetta Porcaroli as Adele Carrera
- Massimo Ceccherini as Duccio Chilleri
- Fotinì Peluso as Irene Carrera
- Francesco Centorame as young Marco Carrera
- Pietro Ragusa as Luigi Dami Tamburini
- Valeria Cavalli as Luisa's mother
- Nanni Moretti as Daniele Carradori